# Luna 9
Luna 9 (ryska: Луна-9) var en sovjetisk rymdsond som sköts upp den 31 januari 1966, med en Molnija-raket och blev den första rymdsonden som mjuklandade på månen, den 3 februari 1966. Den blev också den första rymdsonden som tog bilder från ytan på en annan himlakropp, och sände dem vidare till jorden. Efter tre dagar på månens yta tog batterierna slut och man förlorade därmed kontakten med landaren.